# 托氏諾福克䲁
托氏諾福克三鰭鳚（学名：Norfolkia thomasi），又名托氏諾福克鳚、狗鰷、三鰭鳚，为辐鳍鱼纲鳚形目三鰭鳚科諾福克鳚屬下的一个种。该物种于1964年由Gilbert Percy Whitley描述及命名，分布於西太平洋的琉球群岛、西澳大利亚到新喀里多尼亚、拉帕岛、土阿莫土群岛和芒加雷瓦岛海域，深度1至20公尺，本鱼体延长，鳞片从头部一直延伸到眼后，但脸颊上没有，眶上触须呈裂片状，体色白色，鳞片边缘为黄色或橙色，眼下有不均匀的棕色横带，后缘为白色，雌鱼在第二和第三背鳍上有细的、倾斜的红白色横带；雄鱼为暗橙色，背鳍硬棘18-19枚、背鳍软条9-11枚、臀鳍硬棘2枚、臀鳍软条20-22枚，体長可達5公分，成虫栖息于珊瑚礁与潮间带水潭，生活习性不明。